# 的的喀喀湖蛙
的的喀喀湖蛙，又名的的喀喀湖水蛙。是世界上极危物种，属于珍稀保护生物。2004年被列入了“世界自然保护联盟濒危物种红色名录”。生活在南美洲淡水湖的的喀喀湖，它是完全水生生物，只发现在南美洲的的喀喀湖与流入这个湖的河流。它们的肺已经退化，主要通过皮肤来呼吸。尤其是在高海拔地区，大面积的皮肤使得它们可以更加有效地吸收氧气。
由於其皮肤鬆弛，它们也被开玩笑地称为的的喀喀阴囊水蛙（Titicaca scrotum water frog） 。在20世纪70年代初，由雅克·库斯托领导的探险队报告的的喀喀湖蛙长约50厘米（20英寸），体重1公斤（2.2磅）左右。其頭尾長为7.5-13.8厘米（3.0-5.4英寸），有时可以在陆地上看到。

## 保护状态
的的喀喀湖蛙数量已经急剧下降，现在面临灭绝，主要由于人类过度收集和消耗，以及污染加上引进其天敌鳟鱼捕食。它也可能受到食管菌病的威胁，属于的的喀喀湖蛙的几个其他种类，都面临类似的风险。
在2016年10月，在的的喀喀湖的10000只湖蛙死亡，大大减少了它们的数量。 科学家认为是污染杀死了湖蛙。

## 事实
的的喀喀湖蛙是最大水生蛙种。它极其鬆弛的皮肤會呈褶皱狀從从其身体的多个部分垂悬下來。

## 饮食
的的喀喀湖蛙主要是食用小型动物、昆虫、蜗牛和鱼等。

## 另見
- 胡寧湖巨型水蛙（Telmatobius macrostomus）
- 瑟溫卡斯水蛙（Telmatobius yuracare）